# Alexandru Hurmuzachi

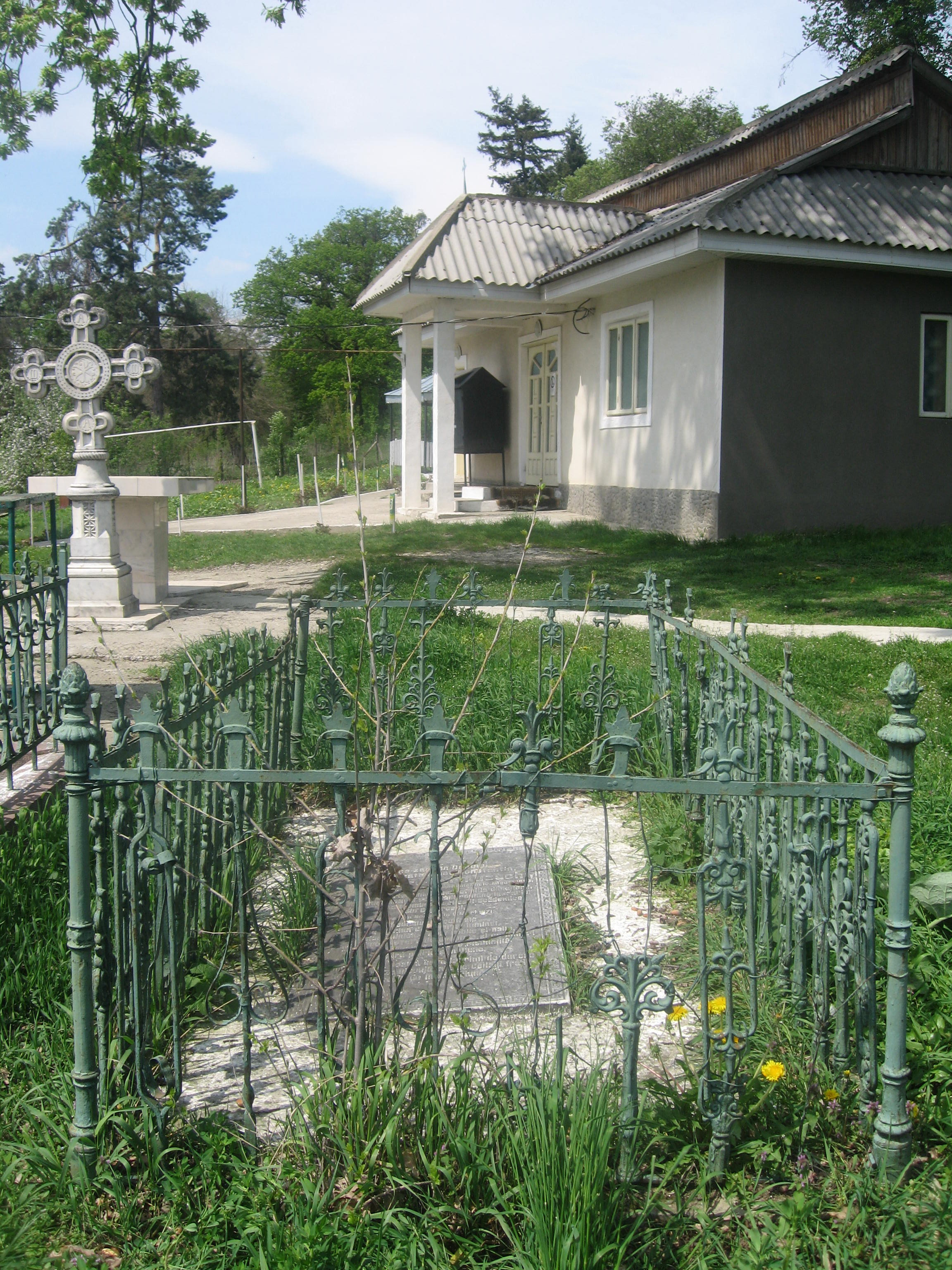
Mormântul lui Alexandru Hurmuzachi de la Dulceşti

Alexandru (Alecu) Hurmuzachi (n. 16 august 1823, Cernăuca, Cernăuți – d. 8 martie 1871 (S.N. 20 martie), Napoli, Italia) a fost fiul marelui vornic bucovinean Doxachi Hurmuzachi și a Ilenei (Ilinca, Olena) Murguleț, fiica unui stolnic. A fost un publicist și om politic român originar din Bucovina, membru fondator al Societății Academice Române și unul dintre fruntașii mișcării naționale din Bucovina. A fost ales deputat din partea Bucovinei în Parlamentul austriac.

## Biografie

Frații Hurmuzachi. În picioare, de la stânga la dreapta: Nicolae, Constantin, Alexandru. Așezați, de la stânga la dreapta: Eudoxiu, Gheorghe.

În familia lui Doxachi Hurmuzachi și a Ilenei Murguleț au fost 12 copii dintre care au supraviețuit șapte: cinci frați si două surori (Eufrozina si Eliza). La inițiativa fraților Hurmuzachi a luat ființă Gazeta Bucovinei, prima gazetă care se tiparea în două limbi (germană și română). Familia a avut un rol important în timpul revoluției de la 1848. La moșia Cernăuca s-au adunat cei mai destoinici barbați pe care i-a avut Moldova: Alexandru Ioan Cuza, Gheorghe Sion, Vasile Alecsandri. Tot aici, în sânul acestei familii a redactat Mihail Kogălniceanu faimoasa lui petiție.

## Studii
În perioada anilor 1829-1841 a făcut studiile (primare, gimnaziale și liceale) la Cernăuți. 
În 1845 urmează studiile juridice la Viena.

## Activitate publicistică
În perioada 1848-1850 redactează, împreună cu fratele său, Gheorghe, Ziarul Bucovina. 
În 1862 a inaugurat Foaia Soțietății pentru cultură și literatură română în Bucovina.
Opera: Cuvânt de deschidere la prima Adunație Națională de la 19 aprilie 1862, a reuniunii române din Cernăuți (1862). 
Articole: Teatrul național la Cernăuți; Arune Pumnul; Alecsandri în Cernăuți.

## Activitate politică
În 1866 a fost deputat în Camera Consiliului Imperial de la Viena; membru al Academiei Române.
În 1867 a fost deputat în Dieta Bucovinei. A făcut parte din gruparea autonomistă, condusă de Alexandru Petrino.

## Decesul
Alexandru Hurmuzachi a murit în 8 martie 1871 la Neapole, Italia. A fost înmormântat în curtea Bisericii „Pogorârea Sfântului Duh” din Dulcești (județul Neamț). Pe piatra sa funerară se află următoarea inscripție: „Aice zace în Domnul lêngă fratele seu Constantin, Alesandru Hurmuzachi; nescut în Cernauca, Ducatul Bucovinei, în 16. August 1823; deputat la parlamentul Austriei și la dieta țêrii; fost președinte al societății române literarie în Bucovina; membru societății academice din Bucuresci; reposat în Neapoli în 8. Mart 1871. Neuitatului seu frate cu spiritul cel ager și luminat, cu simțemintele-i cele nobile și nalte, iubirea-i cea severă de dreptate, și cu inima-i cea românească purure însuflețită pentru patrie și națiune, pune această peatră întru lacrimi de durere Elisa Sturdza, înconjurată de ceilalți frați sdrobiți de măchniciune.”

## Legături externe
- Membrii Academiei Române din 1866 până în prezent – H